# 184P/Lovas
184P/Lovas (też: Lovas 2) – kometa okresowa z rodziny komet Jowisza.

## Odkrycie
Kometę tę odkrył 9 stycznia 1986 roku Mikloś Lovas. Kometa nosi nazwę pochodzącą od odkrywcy.

## Orbita komety i właściwości fizyczne
Orbita komety 184P/Lovas ma kształt elipsy o mimośrodzie 0,60. Jej peryhelium znajduje się w odległości 1,39 j.a., aphelium zaś 5,66 j.a. od Słońca. Jej okres obiegu wokół Słońca wynosi 6,62 roku, nachylenie do ekliptyki to wartość 1,55˚.
Średnica jądra tej komety to 6,2 km.